# 張錫純 (清朝)
张锡纯，清朝政治人物。
张锡纯曾于道光二十二年接替王衍慶任兴化府知府一职，道光年间由许源清接任。